# Holubovaniella elegans
Holubovaniella elegans är en svampart som beskrevs av R.F. Castañeda 1985. Holubovaniella elegans ingår i släktet Holubovaniella, divisionen sporsäcksvampar och riket svampar.   Inga underarter finns listade i Catalogue of Life.